# Szczęsny Dettloff
Szczęsny Feliks Dettloff (ur. 5 października 1878 w Nakle nad Notecią, zm. 4 listopada 1961 w Poznaniu) – polski historyk sztuki, duchowny katolicki, profesor Uniwersytetu Poznańskiego, członek PAN.

## Życiorys
Był synem Wiktora (mistrza tapicerskiego) i Honoraty z Drobińskich. Uczęszczał do gimnazjum z Nakle (do 1896), następnie studiował w seminariach duchownych w Poznaniu i Gnieźnie. Angażował się w działalność kół młodzieżowych, był prezesem tajnego kółka młodzieżowego im. Tomasza Zana w gimnazjum w Nakle, kierował również kołem oświatowo-politycznym w seminarium gnieźnieńskim. W 1901 przyjął święcenia kapłańskie i został wikariuszem katedry w Poznaniu oraz kapelanem biskupa pomocniczego poznańskiego. Prowadził działalność społeczno-patriotyczną. W 1910 wyjechał na uzupełniające studia; na uniwersytecie w Monachium zgłębiał historię sztuki, archeologię klasyczną i muzykologię (1910–1913), w Berlinie historię sztuki (1913), w Wiedniu historię sztuki i muzykologię; na Uniwersytecie Wiedeńskim obronił w 1914 doktorat na podstawie pracy Der Entwurf von 1488 zum Sebaldusgrab.
W latach 1914–1915 kierował Galerią Muzeum im. Mielżyńskich w Poznaniu. W czasie I wojny światowej działał na rzecz utworzenia Uniwersytetu Poznańskiego, a także Szkoły Zdobniczej i Konserwatorium Muzycznego w Poznaniu. W latach 1915–1918 prowadził wykłady z historii sztuki sakralnej w seminariach duchownych w Poznaniu, Gnieźnie i Monasterze Westfalskim. Od 1918 był kierownikiem Muzeum Wielkopolskiego w Poznaniu. W 1919 został profesorem nadzwyczajnym Uniwersytetu Poznańskiego; wykładał historię sztuki średniowiecznej. W latach 1918–1953 i 1956–1958 kierował Katedrą Historii Sztuki, od 1924 był profesorem zwyczajnym. Po zajęciu Poznania przez hitlerowców został początkowo zakładnikiem (1939), później był wysiedlony; przebywał w Zakopanem i Nowym Targu, pracował jako urzędnik. W ramach tajnego nauczania wykładał historię sztuki na Uniwersytecie Ziem Zachodnich w Częstochowie (1944–1945). W latach 1953–1956 przebywał na przymusowej emeryturze (było to spowodowane niepochlebnym komentarzem na temat Stalina). Powrócił do pracy na uniwersytecie w 1956, ale z powodu choroby oczu musiał ograniczyć aktywność. Zmarł 4 listopada 1961 w Poznaniu i został pochowany na Cmentarzu Junikowskim.
Wydarzenie z 5 marca 1953 (śmierć Stalina i reakcja na nią ks. prof. Sz. Dettloffa) zostały udokumentowane w "Dzienniku wypadków" prof. Karola Estreichera następująco: „Z Poznania wiadomość o kolosalnej awanturze, którą wywołał tam ksiądz Dettloff, historyk sztuki, profesor Uniwersytetu Poznańskiego. Miał on w klubie profesorskim wyrazić się brzydko o Stalinie z okazji jego śmierci. Garderobiana doniosła o tym tajnej policji, ci do rektoratu i oto gotowa awantura!. Dettloff nie jest mi sympatyczny, ledwo raz w życiu i to przelotnie spotkałem się z nim. Zawsze go unikałem i jego uczniów. Niemniej nie ma powodu, ażeby go wyrzucać z katedry dlatego, że wyraził się nie dość czołobitnie o Stalinie. Podobno partyjny uczeń Dettloffa historyk sztuki i profesor Uniwersytetu Poznańskiego – [Zdzisław] Kępiński bronił gorąco Dettloffa. Ostatecznie skończyło się na emeryturze, na którą był i tak już czas. Dettloff stary, chory, ślepy – ale prześladowaniu ze strony partyjnych nie było końca”.
Zaś po latach ówczesne wydarzenia na Uniwersytecie Poznańskim skorygował krakowski historyk literatury staropolskiej prof. Tadeusz Ulewicz, pisząc: „|Co się zaś tyczy epizodu z ks. Dettloffem (rodem z Kaszubszczyzny), to rzecz, znana mi od kolegów z Poznania wyglądała następująco. Profesorowie spotykali się zwykle między 10 a 12 na czarna kawę. Otóż sędziwy ks. Szczęsny Dettloff przyszedł tam po Mszy, jak zwykle o niczym nie wiedząc, a kelner dyskretnie się nachyliwszy szepnął mu do ucha, że Stalin umarł. Na co ks. Dettloff zawołał odruchowo: «natychmiast dwa pączki!» – ku powszechnej radości całej sali, co oczywiście musiało dojść do policji. Ale za taką wiadomość warto było pójść w odstawkę, nawet bez emerytury…”.
Zajmował się historią sztuki późnogotyckiej, muzeologią i ochroną zabytków; jest uważany za twórcę poznańskiej szkoły historii sztuki. Szczególnie wiele uwagi poświęcił twórczości Wita Stwosza, m.in. dokonując analizy porównawczej jego dorobku na tle sztuki europejskiej; zajmował się sprawą formy językowej nazwiska rzeźbiarza, opowiadając się za formą "Stosz". Badał związki artystyczne biskupa poznańskiego Uriela Górki z Norymbergą oraz zabytki śląskiej sztuki średniowiecznej (Wrocław, Kłodzko, Jelenia Góra). Zorganizował wystawę wielkopolskiej plastyki gotyckiej, był inicjatorem dużej akcji inwentaryzacyjnej zabytków parafii w Wielkopolsce. Zorganizował Komisję Historii Sztuki Poznańskiego Towarzystwa Przyjaciół Nauk; był członkiem zwyczajnym tego towarzystwa (1915), członkiem tytularnym (1952) i rzeczywistym (1957) PAN, członkiem honorowym Stowarzyszenia Historyków Sztuki. Otrzymał również honorowe obywatelstwo Poznania (1957). Organizował coroczne wyjazdy naukowe studentów do Włoch, Austrii i Niemiec, był znany z komentowania własnych zajęć ze studentami poza uczelnią, np. w kawiarni. Brał aktywny udział w Międzynarodowym Kongresie Historyków Sztuki w Brukseli (1930). Był także członkiem Towarzystwa Miłośników Miasta Poznania.
Jest fundatorem i patronem nagrody przyznawanej corocznie przez Stowarzyszenie Historyków Sztuki za najlepsze prace naukowe młodych historyków sztuki, które pojawiły się w danym roku.

## Dorobek naukowy

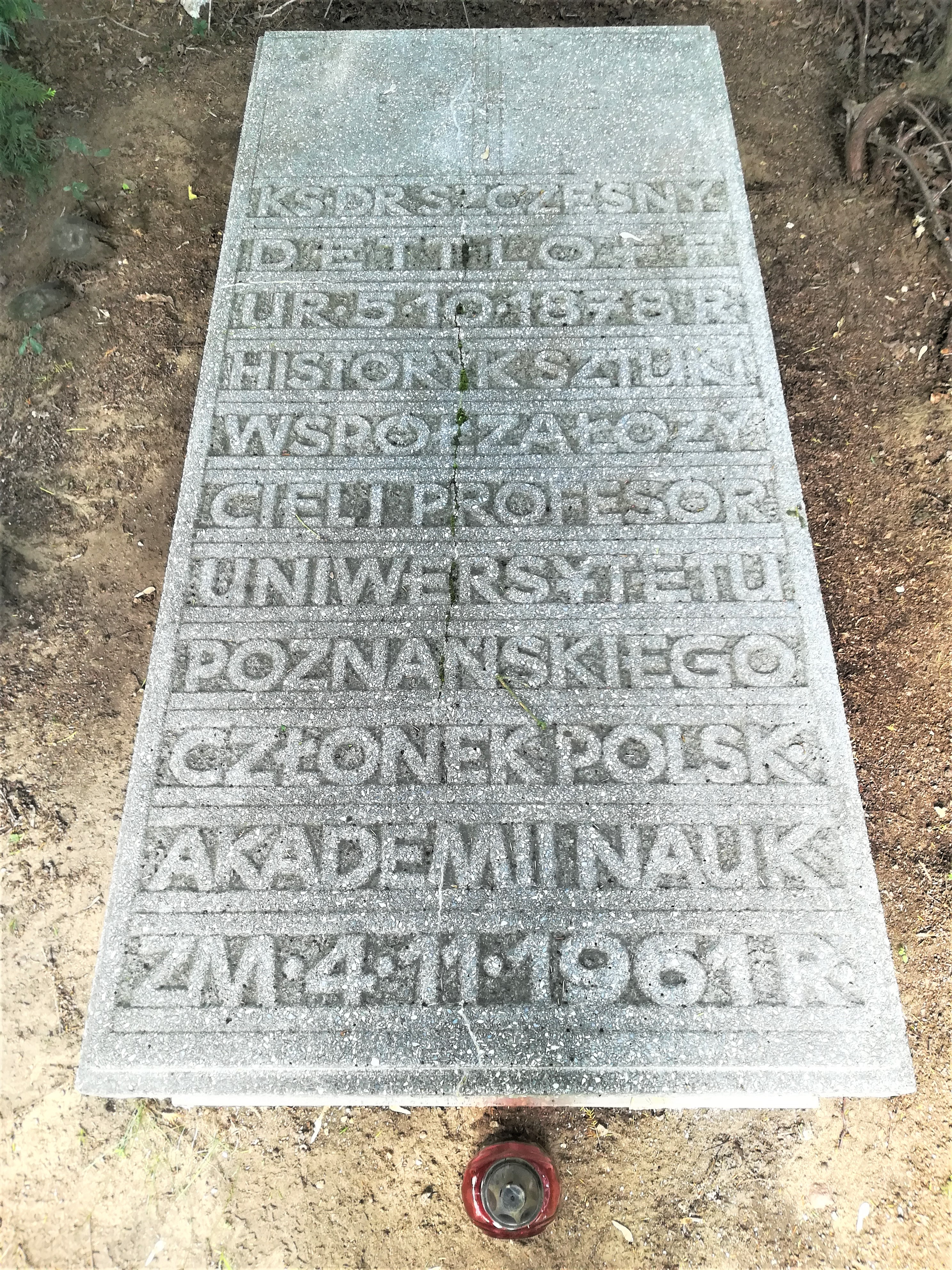
Grób na Cmentarzu Junikowskim w Poznaniu

Ogłosił ponad 160 prac naukowych, m.in.:
- Antykwariat dzieł sztuki przy księgarni św. Wojciecha (1915)
- Der Entwurf von 1488 zum Sebaldusgrab (1915) (Pojekt z r. 1488 grobu św. Sebaldusa z Norymbergi)[7]
- Czy Wit Stosz był w Siedmiogrodzie? (1917)
- Rzeźba gnieźnieńska Wita Stwosza (1922)
- Wit Stwosz czy Hans Brandt (1929)
- Rzeźba polska do początku XVIII wieku (1932)
- Stwosz, Stosz czy Stoss (1933)
- Wit Stosz uczczony przez Norymbergę (1934)
- Na marginesie wystawy dzieł Wita Stosza w Norymberdze (1934)
- U źródeł sztuki Wita Stosza (1935)
- Kamienny krucyfiks Wita Stosza w krakowskim kościele mariackim (1939)
- Wit Stosz, jego życie i twórczość (1954)
- Zagadnienie twórcze krakowskiego ołtarza mariackiego Wita Stosza (1956)
- Ze studiów nad sztuką Wita Stosza (1958)
- Wit Stosz (1961, 2 tomy)